# Placówka Straży Celnej „Ruda” (Orzegów)

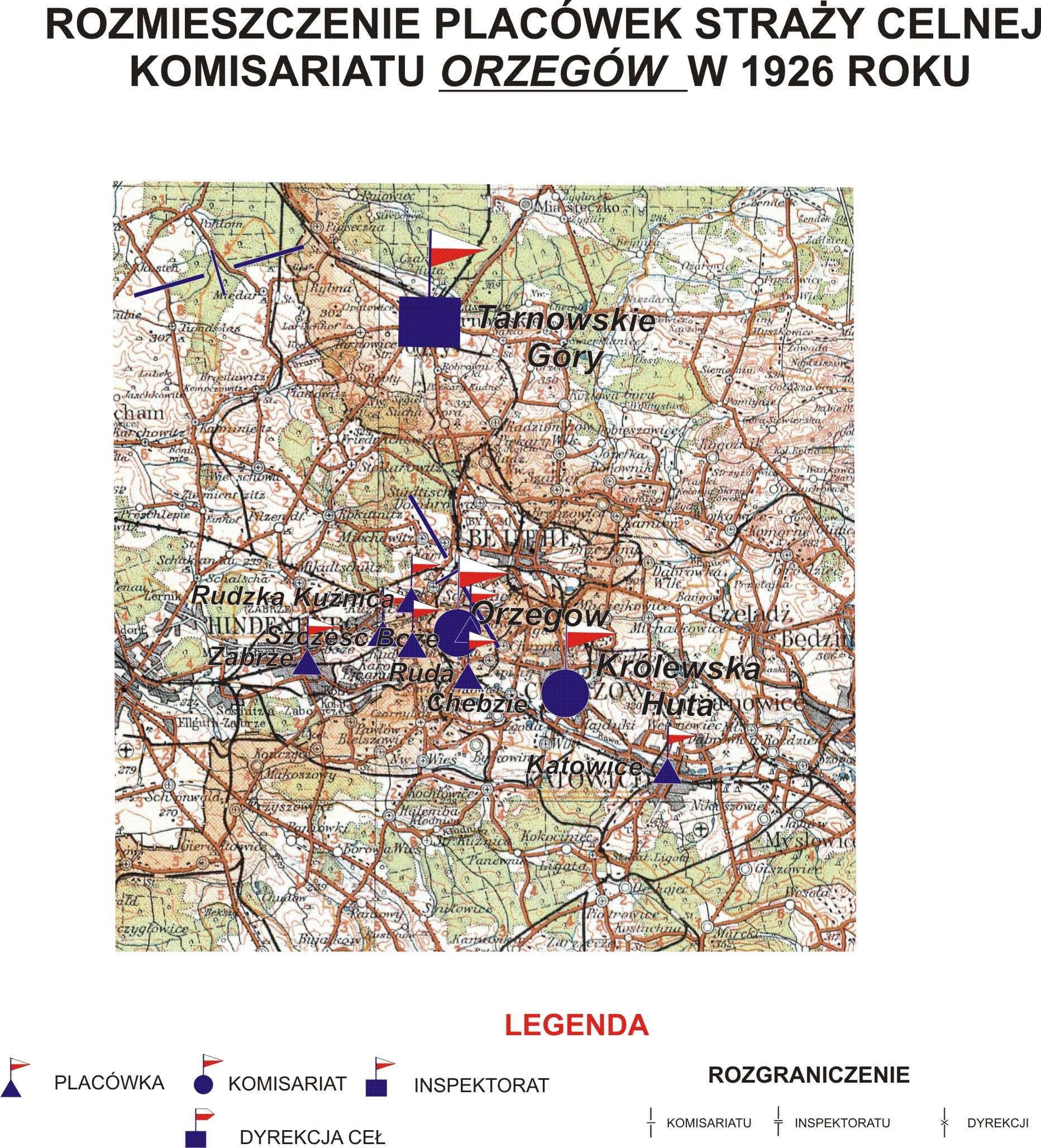
Rozmieszczenie placówek SC Komisariatu Orzegów w 1926

Placówka Straży Celnej „Ruda” – jednostka organizacyjna Straży Celnej pełniąca w okresie międzywojennym służbę ochronną na granicy polsko-niemieckiej.

## Formowanie i zmiany organizacyjne
Na wniosek Ministerstwa Skarbu, uchwałą z 10 marca 1920 roku, powołano do życia Straż Celną. Od połowy 1921 roku jednostki Straży Celnej rozpoczęły przejmowanie odcinków granicy od pododdziałów Batalionów Celnych. Proces tworzenia Straży Celnej trwał do końca 1922 roku. Placówka Straży Celnej „Ruda” weszła w podporządkowanie komisariatu Straży Celnej „Orzegów” z Inspektoratu SC „Tarnowskie Góry”.
W drugiej połowie 1927 roku przystąpiono do gruntownej reorganizacji Straży Celnej. W praktyce skutkowało to rozwiązaniem tej formacji granicznej. Ochronę północnej, zachodniej i południowej granicy państwa przejęła powołana z dniem 2 kwietnia 1928 roku Straż Graniczna.
Rozkazem nr 4 z 30 kwietnia 1928 roku w sprawie organizacji Śląskiego Inspektoratu Okręgowego dowódca Straży Granicznej gen. bryg. Stefan Pasławski określił strukturę organizacyjną komisariatu SG „Lipiny”. Placówka Straży Granicznej I linii „Ruda” znalazła się w jego strukturze.

## Funkcjonariusze placówki
Kierownicy placówki
| stopień    | imię i nazwisko, numer  | okres pełnienia służby | kolejne stanowisko |
| ---------- | ----------------------- | ---------------------- | ------------------ |
| przodownik | Wojciech Cichocki (116) | był w 1926             |                    |

Obsada personalna placówki w 1926:
- przodownik Wojciech Cichocki (116)
- starszy strażnik Stefan Grabis (321)
- strażnik Alojzy Böhm (48)
- strażnik Ludwik Kuś (447)
- strażnik Ferdynand Okoń (735)
- strażnik Stefan Janeczek (190)
- strażnik Ignacy Ordoń (725)
- strażnik Leopold Ferda (214)
- strażnik Franciszek Szmania (955)
- strażnik Jan Błotko (41)
- strażnik Aleksy Dziadek (179)
- strażnik Piotr Kortylewski (508)
- strażnik Stanisław Gawęda (322)
- strażnik Paweł Gwóźdź (252)
- strażnik Piotr Klose (423)
- strażnik Piotr Pilarek (770)
- strażnik Walenty Dobroń (205)
- strażnik Michał Falkiewicz (227)